# Vadina
 Vadina  falu Horvátországban Zágráb megyében. Közigazgatásilag Lukához tartozik.

## Fekvése
Zágrábtól 23 km-re északnyugatra, községközpontjától 2 km-re északra a megye északi határán fekszik.

## Története
Vadina kastélyának maradványai a mai napig is láthatók. A már az 1500-as években említett épület egyemeletes, negyven méter hosszú volt. Az épület, melyben Erdődy Péter horvát bán is lakott Radakovo kastélya mellett az egyik legősibb építmény volt ezen a vidéken. A teljes emeleti része fából épült hosszú fából ácsolt tornáccal és fa tetővel. Valamikor a múlt század hetvenes éveiben dőlt össze. Egyes források szerint 1625-ben itt született a neves költő és műfordító Matija Magdalenić. Itt élt a horvát illír politikai mozgalom egyik kulcsfigurája Stjepan Ožegović protonotárius. Lánya Vilhelmina 26 évesen balesetben halt meg. Unokája Ljudmila Ladislav Modić felesége lett, aki haláláig Vadinán élt és a žejinci temetőben temették el. Sírját a bejárattól jobbra álló hársfa jelöli. Modić fiatal éveiben édesapjával Varasd vármegye későbbi alispánjával együtt az 1840-es évek viharos zágrábi politikai életének egyik szereplője volt. A vadinai uradalom utolsó birtokosaként a lukai népiskola és a lukai plébániatemplom pártfogója és lelkes környezetbarát volt. Nevéhez fűződik a kastély környezetének rendezése. A Krč erdőnél tavat létesített, amely azonban halála után kiszáradt és rét lett a helyén, de nyomai még ma is láthatók. Neki volt köszönhető, hogy Vadinának kiterjedt fenyvesei voltak, mivel akkoriban minden háztartásnak húsz fenyőcsemetét kellett ültetnie és felnevelnie. Halála után azonban a helyiek fenyőket fokozatosan kivágták, mára ezeknek nyoma sem maradt.
A falunak 1857-ben 366, 1910-ben 468 lakosa volt. Trianon előtt Zágráb vármegye Zágrábi járásához tartozott. 2011-ben a falunak 183 lakosa volt.

## Lakosság
| Lakosság változása | Lakosság változása | Lakosság változása | Lakosság változása | Lakosság változása | Lakosság változása | Lakosság változása | Lakosság változása | Lakosság változása | Lakosság változása | Lakosság változása | Lakosság változása | Lakosság változása | Lakosság változása | Lakosság változása | Lakosság változása |
| ------------------ | ------------------ | ------------------ | ------------------ | ------------------ | ------------------ | ------------------ | ------------------ | ------------------ | ------------------ | ------------------ | ------------------ | ------------------ | ------------------ | ------------------ | ------------------ |
| 1857               | 1869               | 1880               | 1890               | 1900               | 1910               | 1921               | 1931               | 1948               | 1953               | 1961               | 1971               | 1981               | 1991               | 2001               | 2011               |
| 366                | 323                | 345                | 353                | 402                | 468                | 416                | 433                | 391                | 404                | 369                | 329                | 272                | 262                | 240                | 183                |

## Nevezetességei
Vadina kastélyának romjai. A kastély a 16. században épülhetett, egykori tulajdonosai a Depoczi, a Bušić, az Ožegović, a Fodroczy, a Modić és a Bedeković családok voltak.

## Külső hivatkozások
- Luka község hivatalos oldala
- A község információs portálja